# غور (فوهة)
فوهة غور (بالإنجليزية: Gore) هي فوهة قمرية صدمية تقع بالقرب من القطب الشمالي للقمر. من أبرز المعالم المجاورة لها فوهة فلوري (يبلغ قطرها 54.7 كم) في الجنوب الشرقي، وفوهة بياري (يبلغ قطرها 73 كم) في الشرق-الشمال الشرقي، وفوهة بيرد (يبلغ قطرها 94 كم) في الجنوب الشرقي. أطلق الاتحاد الفلكي الدولي تسمية الفوهة نسبة إلى جون إيلارد غور ‏ عام 2009.